# Joodse begraafplaats (Veendam)
De Joodse begraafplaats van Veendam in de provincie Groningen ligt aan de Sluisweg. Zij werd vanaf 1741 gebruikt door de Joodse gemeente. Aanvankelijk werd het land gepacht, maar in 1825 kon de Joodse gemeente deze pacht afkopen en zich zodoende eigenaar noemen.

## Geschiedenis
Veendam had een grote Joodse gemeente en had de rang van ringsynagoge. Aan het Midden-Verlaat stond een synagoge die in 1798 officieel werd ingewijd.
De begraafplaats kreeg in 1775 een opzichterswoning en een metaheerhuis. De opzichterswoning was nodig omdat er op de begraafplaats vandalisme werd gepleegd. Vervolgens werd de begraafplaats in 1779 en in 1902 uitgebreid. De begraafplaats bestaat uit drie delen, maar er zijn vandaag de dag nog maar twee delen herkenbaar. Op het oude deel staan zes grafstenen, waarvan de oudste uit 1802. Op het nieuwe deel staan 310 grafstenen.
Voor de Tweede Wereldoorlog woonden er in Veendam nog zo'n 300 Joden. Na de Holocaust waren dat er nog maar enkelen. Het was onmogelijk om de Joodse gemeente zelfstandig te laten doorgaan en ze werd dan ook in 1948 bij Stadskanaal gevoegd. Een monument herinnert aan de plaats waar tot 1947 de synagoge heeft gestaan. Voor de oorlogsslachtoffers werd in 1951 een gedenkteken op de begraafplaats opgericht. De begraafplaats wordt tegenwoordig onderhouden door de plaatselijke overheid.

## Varia
In 1832 hebben de percelen van de begraafplaats de kadastrale aanduiding Veendam H 28 en I 266, met plaatselijke benamingen respectievelijk Zuiderwijk en Boven-Ooster.